# DécaNation
Il DécaNation è stata una competizione internazionale di atletica leggera, organizzata con cadenza annuale dalla Federazione francese di atletica leggera (Fédération française d'athlétisme) dal 2005 al 2017.
Le prime 5 edizioni dell'evento si sono disputate presso lo Stadio Charléty di Parigi, successivamente la manifestazione ha avuto luogo ad Annecy (2010), Nizza (2011), Albi (2012), Valence (2013), Angers (2014 e 2017), nuovamente Parigi (2015) e Marsiglia (2016).
La competizione prevedeva la partecipazione di 8 nazioni con un atleta in ciascuna delle 10 discipline previste dal decathlon, sia al maschile che al femminile (dal 2009 vennero inserite anche specialità non facenti parte del decathlon come 800 metri piani, 3000 metri siepi e lancio del martello).

## Caratteristiche

### Competizioni incluse
- 100 metri piani
- 110 metri ostacoli / 100 metri ostacoli
- 400 metri piani
- 800 metri piani

- 1500 metri piani
- 3000 metri siepi
- salto in lungo
- salto in alto (donne)

- salto con l'asta (uomini)
- getto del peso
- lancio del martello

### Partecipanti
Al DécaNation partecipano atleti provenienti da 8 diversi paesi. Per ogni paese partecipa un atleta per gara, per un totale di 20 atleti (10 uomini e 10 donne).

## Risultati

### 2005
| Classifica generale | Classifica generale | Classifica generale | Classifica generale |
| Posizione           | Paese               | Punti               |                     |
| ------------------- | ------------------- | ------------------- | ------------------- |
| 1                   | Russia              | 127                 |                     |
| 2                   | Francia             | 120                 |                     |
| 3                   | Polonia             | 110                 |                     |
| 4                   | Stati Uniti         | 103                 |                     |
| 5                   | Gran Bretagna       | 82,5                |                     |
| 6                   | Spagna              | 82                  |                     |
| 7                   | Italia              | 75,5                |                     |
| 8                   | Cina                | 35                  |                     |

### 2006
| Classifica generale | Classifica generale | Classifica generale | Classifica generale |
| Posizione           | Paese               | Punti               |                     |
| ------------------- | ------------------- | ------------------- | ------------------- |
| 1                   | Stati Uniti         | 104,5               |                     |
| 2                   | Germania            | 100                 |                     |
| 3                   | Polonia             | 90,5                |                     |
| 4                   | Francia             | 88                  |                     |
| 5                   | Ucraina             | 70                  |                     |
| 5                   | Russia              | 70                  |                     |
| 7                   | Spagna              | 54                  |                     |
| 8                   | Cina                | dns                 |                     |

### 2007
| Classifica generale | Classifica generale | Classifica generale | Classifica generale |
| Posizione           | Paese               | Punti               |                     |
| ------------------- | ------------------- | ------------------- | ------------------- |
| 1                   | Francia             | 104                 |                     |
| 2                   | Germania            | 102                 |                     |
| 3                   | Stati Uniti         | 100                 |                     |
| 4                   | Russia              | 88                  |                     |
| 5                   | Ucraina             | 63                  |                     |
| 5                   | Spagna              | 62                  |                     |
| 7                   | Italia              | 59                  |                     |
| 8                   | Polonia             | dns                 |                     |

### 2008
| Classifica generale | Classifica generale | Classifica generale | Classifica generale |
| Posizione           | Paese               | Punti               |                     |
| ------------------- | ------------------- | ------------------- | ------------------- |
| 1                   | Stati Uniti         | 89,5                |                     |
| 2                   | Germania            | 85                  |                     |
| 3                   | Francia             | 84                  |                     |
| 4                   | Russia              | 65                  |                     |
| 5                   | Ucraina             | 60,5                |                     |
| 6                   | Spagna              | 53                  |                     |

### 2009
| Classifica generale | Classifica generale | Classifica generale | Classifica generale |
| Posizione           | Paese               | Punti               |                     |
| ------------------- | ------------------- | ------------------- | ------------------- |
| 1                   | Stati Uniti         | 136                 |                     |
| 2                   | Germania            | 105                 |                     |
| 3                   | Francia             | 91                  |                     |
| 4                   | Russia              | 83                  |                     |
| 5                   | Italia              | 59                  |                     |
| 6                   | Spagna              | 54                  |                     |
| 7                   | Finlandia           | 51                  |                     |

### 2010
| Classifica generale | Classifica generale | Classifica generale | Classifica generale |
| Posizione           | Paese               | Punti               |                     |
| ------------------- | ------------------- | ------------------- | ------------------- |
| 1                   | Stati Uniti         | 133                 |                     |
| 2                   | Russia              | 94                  |                     |
| 3                   | Germania            | 91                  |                     |
| 4                   | Francia             | 88                  |                     |
| 5                   | Italia              | 70                  |                     |
| 6                   | Finlandia           | 51                  |                     |
| 7                   | Cina                | 46                  |                     |

### 2011
| Classifica generale | Classifica generale | Classifica generale | Classifica generale |
| Posizione           | Paese               | Punti               |                     |
| ------------------- | ------------------- | ------------------- | ------------------- |
| 1                   | Stati Uniti         | 133,5               |                     |
| 2                   | Russia              | 129                 |                     |
| 3                   | Germania            | 115                 |                     |
| 4                   | Francia             | 109                 |                     |
| 5                   | Cina                | 68                  |                     |
| 6                   | Spagna              | 66,5                |                     |
| 7                   | Sudafrica           | 66                  |                     |
| 8                   | Inghilterra         | 33                  |                     |

### 2012
| Classifica generale | Classifica generale | Classifica generale | Classifica generale |
| Posizione           | Paese               | Punti               |                     |
| ------------------- | ------------------- | ------------------- | ------------------- |
| 1                   | Stati Uniti         | 66                  |                     |
| 2                   | Russia              | 56                  |                     |
| 3                   | Germania            | 39                  |                     |
| 4                   | Francia             | 38                  |                     |

### 2013
| Classifica generale | Classifica generale | Classifica generale | Classifica generale |
| Posizione           | Paese               | Punti               |                     |
| ------------------- | ------------------- | ------------------- | ------------------- |
| 1                   | Stati Uniti         | 137                 |                     |
| 2                   | Russia              | 121                 |                     |
| 3                   | Francia             | 118                 |                     |
| 4                   | Germania            | 104                 |                     |
| 5                   | Balkans             | 59                  |                     |
| 6                   | Ucraina             | 72                  |                     |
| 7                   | NORDIC              | 54                  |                     |
| 8                   | Italia              | 46                  |                     |

### 2014
| Classifica generale | Classifica generale | Classifica generale | Classifica generale |
| Posizione           | Paese               | Punti               |                     |
| ------------------- | ------------------- | ------------------- | ------------------- |
| 1                   | Stati Uniti         | 114                 |                     |
| 2                   | Francia             | 112                 |                     |
| 3                   | Russia              | 108                 |                     |
| 4                   | Ucraina             | 81                  |                     |
| 5                   | Balkans             | 67                  |                     |
| 6                   | Giappone            | 48                  |                     |
| 7                   | Cina                | 47                  |                     |

### 2015
| Classifica generale | Classifica generale | Classifica generale | Classifica generale |
| Posizione           | Paese               | Punti               |                     |
| ------------------- | ------------------- | ------------------- | ------------------- |
| 1                   | Stati Uniti         | 131,5               |                     |
| 2                   | Russia              | 120,5               |                     |
| 3                   | Francia             | 86                  |                     |
| 4                   | Ucraina             | 72                  |                     |
| 5                   | Cina                | 59                  |                     |
| 6                   | Giappone            | 52,5                |                     |
| 7                   | Italia              | 51,5                |                     |

### 2016
| Classifica generale | Classifica generale | Classifica generale | Classifica generale |
| Posizione           | Paese               | Punti               |                     |
| ------------------- | ------------------- | ------------------- | ------------------- |
| 1                   | Francia             | 115                 |                     |
| 2                   | NACAC               | 109                 |                     |
| 3                   | Ucraina             | 102                 |                     |
| 4                   | Giappone            | 93                  |                     |
| 5                   | Cina                | 68                  |                     |
| 6                   | DecaClubs           | 64                  |                     |

### 2017
| Classifica generale | Classifica generale | Classifica generale | Classifica generale |
| Posizione           | Paese               | Punti               |                     |
| ------------------- | ------------------- | ------------------- | ------------------- |
| 1                   | Stati Uniti         | 122                 |                     |
| 2                   | Francia             | 103                 |                     |
| 3                   | Polonia             | 95                  |                     |
| 4                   | Giappone            | 80                  |                     |
| 5                   | Balkans             | 76                  |                     |
| 6                   | Ucraina             | 65                  |                     |
| 7                   | Cina                | 25                  |                     |